# 1931年中国大洪水
1931年中国大洪水（1931ねんちゅうごくだいこうずい）は中華民国で起きた一連の洪水である。この洪水は記録が残る中で最悪の自然災害の一つと一般にみられており、また疫病と飢饉を除いて、20世紀最悪の自然災害であることはほぼ確実である。推定死者数は、14万5000人とするものから、370万-400万人とするものまである。

## 気象的要因
1928年から1930年まで、中国では長期の旱魃に見舞われた。によれば、華中では1930年末の冬から異常気象となり、激しい冬の嵐ののち、春の雪解けと豪雨によって川の水位が大幅に上昇した。1931年7月・8月には雨はさらに勢いを増した。1931年はまた、台風の活動が極めて活発だった年でもあり、年平均わずか2個の台風しか発生しないこの地域に、この年の7月だけで7個の台風が襲来した。

## 死者総数と被害
中国の文献では、長江の洪水による死者総数を約14万5000人、被災者数を約285万人とするのが一般的だが、西側の多くの文献では、それよりはるかに多い370万から400万人の死者が出たとしている。

### 長江
洪水が最も深刻だったのは1931年7月から8月にかけてであった。7月だけで長江沿いの4つの気象台が月間降水量600mm以上を記録した。

### 淮河
長江と淮河の洪水は、まもなく当時の中華民国の首都・南京市に到達した。大規模な洪水帯の孤島部に位置する南京市は壊滅的被害を受け、水死あるいはコレラやチフスといった水媒介性感染症で数百万人が死亡した。困窮した住民により妻や娘が身売りされ、子殺しやカニバリズムまでもが政府に詳細に報告された。被害地域は湖北省や湖南省、江西省、武漢市、重慶市などであった。8月19日には武漢市の漢口で水位が通常時を16m上回り、高水位線にまで達した。ちなみに通常時の平均水位は、上海外灘より1.7m高い程度である。1931年8月25日夜、京杭大運河の増水によって高郵湖近くの堤防が決壊し、この決壊による洪水で、就寝中の約20万人が水死した。

## 政府の対応

### 中華民国時代（1930年代–1940年代）
災害の発生により国民政府は洪水問題に対処するため、淮河管理委員会などの組織を立ち上げた。しかし資金不足と日中戦争やその後の国共内戦の混乱により、各委員会は、長江沿いに数カ所の小さなダムを建設できただけであった。

### 共産党時代（1949年–現在）
国共内戦が終結してから4年後の1953年、中国共産党指導者毛沢東は三峡ダム洪水管理事業を促進するため長江を視察し、「社会主義三峡ダム事業は、始皇帝の万里の長城や煬帝の京杭大運河のような中国史上の大事業を上回るものでなければならない」と述べた。
陳銘枢のように疑問を呈した科学者や官僚は、右派として迫害された。著名な科学者で地質資源相（地質部長）の李四光は、ダム建設が止められなければ自殺すると毛沢東に訴えた。この事業は資源不足や中ソ対立の激化、大躍進政策による社会混乱により毛沢東の時代には計画のまま終わった。同事業は1980年代に再開され、三峡ダム水力発電所は2012年に本格稼働を開始、この時点で世界最大の設備容量を誇る発電所となった。

## 参照
1. 1 2 3  中国水利网 (in Chinese) Archived 2006年06月25日, at the Wayback Machine.. Chinawater.com.cn. Retrieved 13 November 2012.
2. 1 2 3 4 5 6 7 8 9 10 11  Pietz, David (2002). Engineering the State: The Huai River and Reconstruction in Nationalist China 1927–1937. Routledge. ISBN 0-415-93388-9. pg xvii, pg 61–70.
3. 1 2 3  "Dealing with the Deluge". PBS NOVA Online. 26 March 1996. Retrieved 12 February 2013.
4. 1 2 3 4 5  Glantz, Mickey. Glantz, Michael H (2003). Climate Affairs: A Primer. Island Press. ISBN 1-55963-919-9. pg 252.
5. ↑  "NOAA'S top global weather, water and climate events of the 20th century". NOAA.gov. 13 December 1999. Retrieved 29 November 2012.
6. ↑  Winchester, Simon (2004). The River at the Center of the World: A Journey Up the Yangtze, and Back in Chinese Time. Macmillan. ISBN 0-312-42337-3.
7. 1 2 3 4  Li, Cheng & Barnett, Arthur Doak (1997). Rediscovering China: Dynamics and Dilemmas of Reform. Rowman & Littlefield. ISBN 0-8476-8338-9. pg 168–169.
8. ↑  “Breathtaking force: World's most powerful dam opens in China as gushing water generates the same power as FIFTEEN nuclear reactors”. The Daily Mail (2012年7月25日). 2012年9月13日閲覧。